# Пелемиши (Кладањ)
Пелемиши су насељено мјесто у општини Кладањ, Босна и Херцеговина.

## Становништво
|        | 2013.      | 1991.        |
| Укупно | 0 (0,000%) | 101 (100,0%) |
| Срби   | –          | 101 (100,0%) |